# Episodi di Due uomini e mezzo (prima stagione)
La prima stagione della serie televisiva Due uomini e mezzo è stata trasmessa negli Stati Uniti dal 22 settembre 2003 al 24 maggio 2004 su CBS.
In Italia la stagione è andata in onda dal 5 giugno all'11 luglio 2006 su Rai 2.
| nº | Titolo originale                                           | Titolo italiano                           | Prima TV USA      | Prima TV Italia |
| -- | ---------------------------------------------------------- | ----------------------------------------- | ----------------- | --------------- |
| 1  | Pilot                                                      | Tutti da Charlie                          | 22 settembre 2003 | 5 giugno 2006   |
| 2  | Big Flappy Bastards                                        | Dannati pennuti                           | 29 settembre 2003 | 6 giugno 2006   |
| 3  | Go East on Sunset Until You Reach the Gates of Hell        | Il taxi e le sue confessioni              | 6 ottobre 2003    | 7 giugno 2006   |
| 4  | If I Can't Write My Chocolate Song I'm Going to Take a Nap | Berta                                     | 13 ottobre 2003   | 8 giugno 2006   |
| 5  | The Last Thing You Want Is to Wind Up with a Hump          | Non vorrai farti venire la gobba?         | 20 ottobre 2003   | 9 giugno 2006   |
| 6  | Did You Check with the Captain of the Flying Monkeys?      | Non chiamarmi nonna                       | 27 ottobre 2003   | 12 giugno 2006  |
| 7  | If They Do Go Either Way, They're Usually Fake             | Ti capisco                                | 3 novembre 2003   | 13 giugno 2006  |
| 8  | Twenty Five Little Pre-Pubers Without a Snootfull          | Venticinque piccole pesti                 | 10 novembre 2003  | 14 giugno 2006  |
| 9  | Phase One, Complete                                        | Paranoia                                  | 17 novembre 2003  | 15 giugno 2006  |
| 10 | Merry Thanksgiving                                         | Il giorno del Ringraziamento              | 24 novembre 2003  | 16 giugno 2006  |
| 11 | Alan Harper, Frontier Chiropractor                         | Un nuovo look per Alan                    | 15 dicembre 2003  | 19 giugno 2006  |
| 12 | Camel Filters and Pheromones                               | La nipotina                               | 5 gennaio 2004    | 20 giugno 2006  |
| 13 | Sara Like Puny Alan                                        | Contagiati dal virus                      | 12 gennaio 2004   | 21 giugno 2006  |
| 14 | I Can't Afford Hyenas                                      | Non posso permettermi le iene             | 2 febbraio 2004   | 22 giugno 2006  |
| 15 | Round One to the Hot Crazy Chick                           | Una pazza scatenata - parte 1 e 2         | 9 febbraio 2004   | 23 giugno 2006  |
| 16 | That Was Saliva, Alan                                      | Una pazza scatenata - parte 1 e 2         | 16 febbraio 2004  | 26 giugno 2006  |
| 17 | Ate the Hamburgers, Wearing the Hats                       | Mangiato cheeseburger .. provato cappelli | 23 febbraio 2004  | 27 giugno 2006  |
| 18 | An Old Flame with a New Wick                               | Ma questo è un incubo                     | 1º marzo 2004     | 29 giugno 2006  |
| 19 | I Remember the Coatroom, I Just Don't Remember You         | Dita magiche                              | 22 marzo 2004     | 30 giugno 2006  |
| 20 | Hey, I Can Pee Outside the Dark                            | Blocco non proprio mentale                | 19 aprile 2004    | 3 luglio 2006   |
| 21 | No Sniffing, No Wowing                                     | Essere single non è reato                 | 3 maggio 2004     | 4 luglio 2006   |
| 22 | My Doctor Has a Cow Puppet                                 | Sonnambulismo                             | 10 maggio 2004    | 5 luglio 2006   |
| 23 | Just Like Buffalo                                          | Gruppo di sostegno                        | 10 maggio 2004    | 7 luglio 2006   |
| 24 | Can You Feel My Finger?                                    | Non è destino                             | 24 maggio 2004    | 11 luglio 2006  |

## Tutti da Charlie
- Titolo originale: Pilot
- Diretto da: James Burrows
- Scritto da: Chuck Lorre e Lee Aronsohn

### Trama
Charlie Harper, di professione autore di jingle pubblicitari, riceve un messaggio dal fratello Alan, chiropratico, in cui questi gli chiede ospitalità per sé e il figlio Jake, di soli dieci anni, dopo un brutto litigio con la moglie Judith. I due fratelli hanno due caratteri completamente diversi: mentre Alan è un uomo eccessivamente posato e meticoloso, Charlie è invece il classico tipo che non è mai cresciuto, sempre circondato di belle ragazze e che passa la vita da un pub all'altro. Dopo i primi imbarazzi, Charlie si affeziona rapidamente al nipotino e accetta l'idea di averli in casa sua. Judith, che nel frattempo era scappata a Las Vegas, ritorna a casa e rivela al marito di pensare di essere lesbica, chiedendo quindi una pausa per il loro matrimonio. Alan, rendendosi conto della brutta influenza che Charlie ha su Jake, preferisce andare a vivere a casa della madre, Evelyn. Charlie sente la mancanza del piccolo Jake molto presto e Alan si rende conto che la vita con sua madre gli è impossibile, per i cui i tre ritornano a vivere insieme quasi subito.

## Dannati pennuti
- Titolo originale: Big Flappy Bastards
- Diretto da: Andy Ackerman
- Scritto da: Chuck Lorre e Lee Aronsohn (soggetto); Eddie Gorodetsky e Jeff Abugov (sceneggiatura)

### Trama
Il piccolo Jake è sempre più in sintonia con lo zio Charlie, che sfortunatamente per lui non viene preso seriamente quando tenta di metterlo in punizione. Tutto questo sfocia in uno stormo di gabbiani stazionati in una delle camere della casa. Nel frattempo Alan tenta di riappacificarsi con l'ex moglie, fin quando non capisce che lei lo sta solamente usando.

## Il taxi e le sue confessioni
- Titolo originale: Go East on Sunset Until You Reach the Gates of Hell
- Diretto da: Andy Ackerman
- Scritto da: Chuck Lorre e Don Foster (soggetto); Mark Roberts e Lee Aronsohn (sceneggiatura)

### Trama
Jake passa la giornata con la madre e così Alan e Charlie hanno del tempo da passare insieme, anche per evitare Rose, ex fiamma di Charlie ossessionata da lui. I due vanno quindi in un bar e si ubriacano, prendendo poi un taxi. Il guidatore della vettura ascolta le loro storie e suggerisce ai due fratelli di risolvere i loro problemi con la madre per trovare stabilità in una relazione. Alan e Charlie si fanno quindi accompagnare a casa della madre ma non appena la svegliano se ne vanno. Il giorno dopo scoprono che quello del taxi era in realtà uno show televisivo.

## Berta
- Titolo originale: If I Can't Write My Chocolate Song, I'm Going to Take a Nap
- Diretto da: Andy Ackerman
- Scritto da: Chuck Lorre e Lee Aronsohn (soggetto); Susan Beavers e Don Foster (sceneggiatura)

### Trama
Berta, la governante tuttofare di Charlie, se ne va in quanto in contrasto con Alan. Questi tenta quindi di convincerla a tornare e ci riesce promettendole in cambio della promessa di non disturbarla più e di due massaggi alla schena la settimana. Charlie intanto continua a cercare un modo per liberarsi di Rose, ma inutilmente.

## Non vorrai farti venire la gobba?
- Titolo originale: The Last Thing You Want Is to Wind Up with a Hump
- Diretto da: Andy Ackerman
- Scritto da: Chuck Lorre e Lee Aronsohn (soggetto); Eddie Gorodetsky e Jeff Abugov (sceneggiatura)

### Trama
Charlie, di ritorno da una serata di bagordi a Las Vegas, si ritrova costretto ad andare a vedere la partita di calcio di Jake assieme ad Alan come aveva promesso. Qui conosce Kate, la madre di uno dei compagni di squadra del nipote, e dopo esserci uscito riesce ad andarci a letto, mentre Alan, oggetto delle attenzioni di altre due mamme dei compagni del figlio, rimedia solo una porta sul naso.

## Non chiamarmi nonna
- Titolo originale: Did You Check with the Captain of the Flying Monkeys?
- Diretto da: Andy Ackerman
- Scritto da: Chuck Lorre e Lee Aronsohn (soggetto); Susan Beavers e Don Foster (sceneggiatura)

### Trama
Evelyn invita i figli e il nipotino a cena così da presentare loro Tommy, l'uomo con cui esce. All'incontro Charlie riconosce nella figlia dell'uomo una sua ex conquista, che se ne va assieme al padre dopo avergli esternato il suo disprezzo. Tommy lascia Evelyn e la donna, accusando il colpo, viene accolta per qualche giorno a casa del figlio. Charlie, alla fine, riesce a rincuorarla, facendola tornare alla normalità.

## Ti capisco
- Titolo originale: If They Do Go Either Way, They're Usually Fake
- Diretto da: Andy Ackerman
- Scritto da: Chuck Lorre e Don Foster (soggetto); Mark Roberts e Lee Aronsohn (sceneggiatura)

### Trama
Judith arriva a casa di Charlie e questi finge di essere interessato ai suoi problemi guadagnandosi la stima della donna. Jake ritrae il fondoschiena di Cindy, una surfista amica di suo zio, e Alan tenta di spiegargli che le donne non sono degli oggetti, ma l'influenza di Charlie lo distrae parecchio. Judith e Cindy diventano molto amiche e quando Alan rivela all'ex moglie di essere favorevole ad una relazione tra loro due, Judith si infuria con lui e suo fratello.

## Venticinque piccole pesti
- Titolo originale: Twenty Five Little Pre-Pubers Without a Snootfull
- Diretto da: Chuck Lorre
- Scritto da: Chuck Lorre e Lee Aronsohn (soggetto); Eddie Gorodetsky e Jeff Abugov (sceneggiatura)

### Trama
Charlie viene convinto con l'inganno da Alan e Judith a comporre la musica per lo spettacolino della classe di Jake. Proprio quando Alan si sente di nuovo vicino alla moglie, arrivano i documenti per il divorzio e i due litigano. Charlie conquista i bambini e consola il nipote per il divorzio dei genitori e per lo spettacolo usa alcuni suoi jingle.

## Paranoia
- Titolo originale: Phase One, Complete
- Diretto da: Andy Ackerman
- Scritto da: Chuck Lorre e Lee Aronsohn (soggetto); Susan Beavers e Don Foster (sceneggiatura)

### Trama
Charlie tenta di liberarsi di Wendy, un'altra delle sue conquiste, ma Alan, Jake e perfino sua madre Evelyn la trovano adorabile, tanto che quando lei se ne va per davvero Jake non rivolge più la parola allo zio; nel frattempo Alan e Rose entrano in confidenza. Quando la ritrova al supermercato, Charlie si rende conto che nemmeno Wendy voleva una relazione e si riappacifica con Jake. Chiede quindi scusa a Rose, ritenendo che le sue mire per Alan fossero un modo per riavvicinarsi a lui, quando in realtà è proprio così.

## Il giorno del Ringraziamento
- Titolo originale: Merry Thanksgiving
- Diretto da: Jay Sandrich
- Scritto da: Chuck Lorre e Lee Aronsohn

### Trama
Charlie rivede una sua ex a cui tiene ancora, Lisa, che gli comunica che sta per sposarsi; l'uomo allora la invita a passare il Ringraziamento con lui e la sua famiglia dicendole di essere profondamente cambiato. Al pranzo, cui partecipano anche i genitori di Judith, Berta e Rose, Lisa rivela a Charlie di non voler più perdere tempo in relazioni senza sbocchi mentre i genitori di Judith difendono a spada tratta Alan e vengono a sapere da Evelyn dell'omosessualità della figlia. Charlie infine saluta Lisa augurandole buona fortuna.

## Un nuovo look per Alan
- Titolo originale: Alan Harper, Frontier Chiropractor
- Diretto da: Robert Berlinger
- Scritto da: Chuck Lorre e Don Foster (soggetto); Lee Aronsohn e Mark Roberts (sceneggiatura)

### Trama
Alan e Charlie vanno al cinema e qui trovano Judith, che si trova in compagnia dell'allenatore della squadra di calcio di Jake, Phil. Charlie quindi consiglia al fratello di ricominciare a uscire con qualcun'altra e di rinnovarsi e si offre di aiutarlo. Il giorno dopo i due vanno a fare shopping lasciando Jake con la nonna. Alan adotta quindi un nuovo stile e comincia ad aprirsi al cambiamento.

## La nipotina
- Titolo originale: Camel Filters and Pheromones
- Diretto da: Robert Berlinger
- Scritto da: Chuck Lorre e Lee Aronsohn (soggetto); Susan Beavers e Mark Roberts (sceneggiatura)

### Trama
Berta è di cattivo umore perché è costretta a badare alla nipotina Proudence, una conturbante ragazza di sedici anni. Questa si dimostra attratta da Charlie, che per evitare guai finge che Rose sia la sua fidanzata. Alla fine tutto si risolve e Jake impara un'importante "lezione" sulla verità.
- Guest star: Megan Fox (Proudence)

## Contagiati dal virus
- Titolo originale: Sara Like Puny Alan
- Diretto da: Robert Berlinger
- Scritto da: Chuck Lorre (soggetto); Lee Aronsohn e Don Foster (sceneggiatura)

### Trama
Alan prende l'influenza ma Charlie organizza comunque un'uscita in quattro, tentando di convincere il fratello a riprendere a uscire con le donne. Alla fine anche Charlie si ammala e i due fratelli restano a casa e si confrontano sulle loro vite.

## Non posso permettermi le iene
- Titolo originale: I Can't Afford Hyenas
- Diretto da: Rob Schiller
- Scritto da: Chuck Lorre e Lee Aronsohn (soggetto); Jeff Abugov e Eddie Gorodetsky (sceneggiatura)

### Trama
Charlie scopre di essere in rosso e Alan tenta quindi di convincerlo a fare economia finché non gli arriveranno i soldi dei diritti d'autore dei suoi jingle. Vista l'incapacità di risparmiare, Charlie decide di chiedere un piccolo prestito alla madre ma poi ha un ripensamento. L'uomo quindi accetta l'aiuto di Rose, di famiglia molto ricca, non sapendo che anche questo fa parte della strategia della donna per riconquistarlo.

## Una pazza scatenata - 1ª parte
- Titolo originale: Round One to the Hot Crazy Chick
- Diretto da: Andrew D. Weyman
- Scritto da: Chuck Lorre e Lee Aronsohn

### Trama
Nel parcheggio del dentista, Alan e Charlie incontrano Frankie, una splendida ragazza intenta a distruggere a colpi di mazza da baseball un'auto, per poi ospitarla a casa loro. I due fratelli entrano in competizione per averla e il giorno dopo la accompagnano ad una lussuosa villa, dove la donna si reca per riprendere sua figlia.
- Guest star: Jenna Elfman (Frankie)

## Una pazza scatenata - 2ª parte
- Titolo originale: That Was Saliva, Alan
- Diretto da: Andrew D. Weyman
- Scritto da: Chuck Lorre e Lee Aronsohn

### Trama
Dopo averle concesso di rimanere a casa loro per alcuni giorni, Frankie spiega a Alan e Charlie che la casa dove ha recuperato la figlia è dei suoi suoceri, gente molto ricca che la odia e che non vogliono concederle, dopo la morte del marito, l'affido della bambina perché la ritengono pazza. Quella sera Alan e Frankie si baciano mentre la figlia della donna sembra infatuata di Jake, che però non ricambia. Alan chiede a Frankie di mettersi insieme, ma la donna gli comunica che il giorno dopo lei e la figlia andranno da suo fratello, cosa che avviene dopo un bacio d'addio.
- Guest star: Jenna Elfman (Frankie)

## Mangiato cheeseburger .. provato cappelli
- Titolo originale: Ate the Hamburgers, Wearing the Hats
- Diretto da: Andrew D. Weyman
- Scritto da: Jeff Abugov e Eric Lapidus (soggetto); Eddie Gorodetsky e Mark Roberts (sceneggiatura)

### Trama
Alan, discutendo con Judith dell'affidamento di Jake in caso di morte di loro due, le mente dicendole che sarà Charlie ad occuparsene, ma quando questi scopre che non è vero ci rimane male. Mentre gioca col nipote, Jake si fa male e sono costretti ad andare al pronto soccorso. L'inaspettata prova di maturità di Charlie convince tuttavia Alan a confermare la scelta.

## Ma questo è un incubo
- Titolo originale: An Old Flame with a New Wick
- Diretto da: Andrew D. Weyman
- Scritto da: Chuck Lorre e Don Foster (soggetto); Lee Aronsohn e Mark Roberts (sceneggiatura)

### Trama
Charlie riceve una mail da una sua ex, Jill, desiderosa di rivederlo. All'appuntamento Charlie scopre che Jill ha cambiato sesso ed è diventata Bill, rimanendone a dir poco scioccato ma comunque ospitandolo. Bill conosce quindi Evelyn e i due escono insieme e cominciano a frequentarsi. Anche Alan e Berta si accorgono del cambiamento rimandendone anch'essi sconvolti e Charlie dice a Bill di essere onesto con sua madre. L'uomo le rivela quindi il suo passato ma la donna decide di continuare a uscirci data la loro sintonia.

## Dita magiche
- Titolo originale: I Remember the Coatroom, I Just Don't Remember You
- Diretto da: Gail Mancuso
- Scritto da: Chuck Lorre e Lee Aronsohn (soggetto); Don Foster e Eddie Gorodetsky (sceneggiatura)

### Trama
È il compleanno di Jake e alla festa partecipa anche la sorella di Judith Liz, che al ricevimento di nozze di Alan e della sorella fece sesso con Charlie nel guardaroba. Le due hanno un rapporto conflittuale e Liz ci prova con Alan per dare fastidio a Judith, che vieta all'ex marito di averci nulla a che fare. Judith e Liz litigheranno per l'intera festa, che vedrà Jake nei panni del prestigiatore grazie all'aiuto di Rose.

## Blocco non proprio mentale
- Titolo originale: Hey, I Can Pee Outside the Dark
- Diretto da: Gary Halvorson
- Scritto da: Chuck Lorre e Lee Aronsohn (soggetto); Jeff Abugov e Mark Roberts (sceneggiatura)

### Trama
Jake, da diverso tempo, è parecchio irascibile e sfoga questa sua frustrazione suonando la chitarra che gli ha regalato Charlie; né questi, né Alan, né Judith tuttavia riescono a capire cos'abbia. Anche una seduta di analisi non porta ad alcun risultato, ma alcuni giorni dopo il bambino riprende a comportarsi normalmente: Berta afferma di averci parlato e di avergli dato del succo alla prugna, spiegando quindi che il problema era semplice stipsi.

## Essere single non è reato
- Titolo originale: No Sniffing, No Wowing
- Diretto da: Rob Schiller
- Scritto da: Lee Aronsohn e Susan Beavers (soggetto); Chuck Lorre e Don Foster (sceneggiatura)

### Trama
Alan si rivolge a un avvocato divorzista, Lora, che finisce a letto con Charlie; per continuare la loro relazione di solo sesso ed evitare accuse di negligenza, la donna chiede a Charlie di essere sempre a sua disposizione. La situazione diventa ben presto insostenibile e Charlie la lascia; a fare le spese della vendetta di Lora è tuttavia Alan, poiché la donna concede a Judith e al suo avvocato tutto ciò che chiedono.
- Guest star: Heather Locklear (Lora Lang)

## Sonnambulismo
- Titolo originale: My Doctor Has a Cow Puppet
- Diretto da: Gail Mancuso
- Scritto da: Lee Aronsohn e Don Foster (soggetto); Chuck Lorre e Eddie Gorodetsky (sceneggiatura)

### Trama
Charlie scopre che Alan è sonnambulo ma questi non sembra averne memoria; l'episodio si ripete e Charlie ne parla alla madre, che gli dice che anche da ragazzino Alan ne soffriva e che tutto si risolse quando cominciò a toccarsi. Charlie tenta quindi di combinargli un incontro ma va a rotoli; la psicologa di Jake quindi capisce che l'uomo ha molta rabbia repressa verso Judith.

## Gruppo di sostegno
- Titolo originale: Just Like Buffalo
- Diretto da: Rob Schiller
- Scritto da: Chuck Lorre e Susan Beavers (soggetto); Lee Aronsohn e Don Foster (sceneggiatura)

### Trama
Jake comincia a risentire dell'influenza dello zio nei confronti delle donne e Judith si arrabbia per questo con Alan. Il gruppo di sostegno di donne divorziate che Judith frequenta la spinge a impedire ad Alan di vedere Jake a casa di Charlie. Alan cerca di affrontare la moglie, ma le amiche della donna fanno muro contro di lui, spingendolo alla fuga. Charlie decide infine di intervenire di persona e riesce ad ammaliare e portare dalla sua parte le amiche di Judith. Questa infine decide di tornare alla vecchia modalità di affidamento di Jake a patto che Charlie non vada più a casa sua.

## Non è destino
- Titolo originale: Can You Feel My Finger?
- Diretto da: Rob Schiller
- Scritto da: Chuck Lorre (soggetto); Chuck Lorre e Lee Aronsohn (sceneggiatura)

### Trama
Dopo aver corso il rischio di mettere incinta una ragazza, Charlie su consiglio di Alan decide di fare la vasectomia. Al momento dell'intervento, tuttavia, Charlie vede la felicità dell'urologo, la cui moglie sta in quel momento partorendo, e cambia idea seducendo inoltre l'infermiera.